# Шљунак
Шљунак је седиментна стена која се састоји од невезаних зрна одређене величине. У геологији, шљунак је било која растресита стена са заобљеним зрнима која су већа од 2 и мања од 75 милиметара.
Шљунак је класификован према опсегу величине честица и укључује класе величине од гранула до великих камених облутака. На Аден-Вентвортовој скали шљунак је категорисан на зрнасти шљунак (2—4 mm (0,079—0,157 in)) и облутасти шљунак (4—64 mm (0,2—2,5 in)). ISO 14688 класификује шљунак као фин, средњи и груб, са опсегом од 2–6,3 mm до 20–63 mm. Један кубни метар шљунка обично тежи око 1.800 kg (или кубни јарди тежи око 3.000 lb).
Шљунак је важан комерцијални производ, са бројним применама. Скоро половина укупне производње шљунка се користи као агрегат за бетон. Велики део остатка се користи за изградњу путева, било у подлози пута или као површина пута (са или без асфалта или других везива). Природне порозне наслаге шљунка имају високу хидрауличку проводљивост, што их чини важним водоносним слојевима.

## Дефиниција и својства
Колоквијално, термин шљунак се често користи да се опише мешавина комада камена различите величине помешаних са песком и вероватно мало глине. Америчка грађевинска индустрија прави разлику између шљунка (природног материјала) и ломљеног камена (који се вештачки производи механичким дробљењем стена).
Техничка дефиниција шљунка варира у зависности од региона и области примене. Многи геолози дефинишу шљунак једноставно као лабаве заобљене честице стене пречника преко 2 mm (0,079 in), без навођења горње границе величине. Шљунак се понекад разликује од лома, који су лабаве честице стене исте величине, али угаоног облика. Аден-Вентвортова скала, коју широко користе геолози у САД, дефинише зрнасти шљунак као честице величине од 2 до 4 mm (0,079 до 0,157 in) и шљунак као честице величине од 4 до 64 mm (0,16). до 2,52 in). Ово одговара свим честицама величине између крупног песка и камена за калдрмисање.
Америчко Министарство пољопривреде и Америчко друштво за науку о земљишту дефинишу шљунак као честице величине од 2 до 80 mm (0,079 до 3,150 in), док немачка скала (Атерберг) дефинише шљунак као честице од 2 до 200 mm (0,079 до 7,874 инча). ин) по величини. Инжењерски корпус војске САД дефинише шљунак као честице величине испод 3 in (76 mm) које се задржавају помоћу мреже број 4, која има размак решетке 4,76 mm (0,187 in). ISO 14688 за шљунак који се односи на инжењеринг земљишта као фин, средњи и крупни са опсегом од 2 mm до 6,3 mm до 20 mm до 63 mm.
Запреминска густина шљунка варира од 1.460 до 1.920 kg/m3 (2.460 до 3.240 lb/cu yd). Природни шљунак има високу хидрауличку проводљивост, понекад сеже изнад 1 .

## Порекло
Већина шљунка потиче од распадања основне стене током излагања временским приликама. Кварц је најчешћи минерал који се налази у шљунку, јер је тврд, хемијски инертан и нема равни цепања дуж којих се стена лако цепа. Већина честица шљунка се састоји од више минералних зрна, пошто неколико стена има минерална зрна крупнија од око 8 mm (0,31 in). Изузеци укључују кварцне вене, пегматите, дубоке интрузије и метаморфне стене високог квалитета. Фрагменти стена се брзо заокружују јер се преносе рекама, често унутар неколико десетина километара од њиховог изворишта.
Шљунак се одлаже као шљунчани слојеви или полуге у поточним каналима; у алувијалним лепезама; у морским окружењима близу обале, где шљунак доносе потоци или настаје ерозијом дуж обале; и у делтама брзих потока. Горњи насип Мисисипија садржи обимне наслаге рожнастог шљунка за које се сматра да потичу мање од 100 mi (160 km) од периферије насипа.
Претпоставља се да ветром формиране (еолске) шљунчани „мегаталаси“ у Аргентини имају своје еквиваленте на планети Марс.

## Производња и употреба
Шљунак је главна основна сировина у грађевинарству. Песак се обично не разликује од шљунка у званичној статистици, али се дробљени камен третира као посебна категорија. У 2020. години, песак и шљунак заједно су чинили 23% укупне индустријске производње минерала у САД, са укупном вредношћу од око 12,6 милијарди долара. Произведено је око 960 милиона тона грађевинског песка и шљунка. Ово знатно премашује производњу индустријског песка и шљунка (68 милиона тона), који је углавном песак, а не шљунак.
Процењује се да се скоро половина грађевинског песка и шљунка користи као агрегат за бетон. Остале важне употребе укључују изградњу путева, као се користе као подлога пута или у црној површини; као грађевинско пуњење; и у безброј мањих употреба.
Шљунак је широко и обилно распрострањен, углавном у облику речних наслага, речних поплавних равница и глацијалних наслага, тако да еколошка разматрања и квалитет диктирају да ли су алтернативе, као што је ломљени камен, економичније. Дробљени камен већ замењује природни шљунак у источним Сједињеним Државама, а рециклирани шљунак такође постаје све важнији.

## Етимологија
Енглеска реч gravel долази од старофранцуске речи gravele или gravelle.

## Типови
Врсте шљунка укључују:
- Шљунак на обали: природно наталожени шљунак помешан са песком или глином који се налази у и поред река и потока. Такође познат и као „обалски нанос“ или „речни нанос“.[28]
- Насипни шљунак: корито шљунка које се налази на страни долине изнад садашњег дна потока, што указује на некадашњу локацију корита потока када је било на вишем нивоу. Термин се најчешће користи на Аљасци и на територији Јукон.[29]
- Дробљени камен: стена је изломљена и класификована помоћу сита, а затим помешана у мешавину камења и ситног материјала. Широко се користи као подлога за путеве и прилазе, понекад са катраном који се наноси преко њега. Дробљени камен се може направити од гранита, кречњака, доломита и других стена. Такође познат као „дробљени материјал“, густи агрегат каменоломског процеса и ивични камен.[30] Геолошки институт САД разликује ломљени камен од шљунка.[25]
- Ситни шљунак: шљунак који се састоји од честица пречника од 2 до 63 mm (0,079 до 2,480 in).[13]
- Камена прашина: фини, дробљени, шљунак из завршне фазе одвајања ситом, тако да се шљунак обично не одваја од ситних честица прашине. Као и код других облика ломљеног камена, Геолошки завод САД разликује камену прашину од шљунка.[25]
- Заостали шљунак: површинска акумулација крупног шљунка настала уклањањем ситнијих честица.
- Платни шљунак: такође познат као „вредносна прљавштина”; надимак је за шљунак са високом концентрацијом злата и других племенитих метала. Метали се добијају испирањем злата.
- Грашчани шљунак: такође познат као „грашчана шиндра” је чист шљунак сличан по величини баштенском грашку.[31] Користи се за бетонске површине, стазе, прилазе и као подлога у кућним акваријумима.
- Пијемонтски шљунак: крупни шљунак који планински потоци спуштају са високих места и одлажу на релативно равно тло, где вода тече спорије.[32]
- Шљунак за платое: слој шљунка на висоравни или другом подручју изнад висине на којој се обично налази шљунак на поточним терасама.[33]

## Однос према биљном животу
На местима где преовладава шљунковита земља, биљни свет је генерално ређи. То је због инфериорне способности шљунка да задржи влагу, као и кореспондирајућег недостатка минералних хранљивих материја, јер је финије земљиште које садржи такве минерале присутно у мањим количинама.

## У геолошком запису
Седименти који садрже преко 30% шљунка који постају литификовани у чврсту стену називају се конгломерати. Конгломерати су широко распрострањени у седиментним стенама свих узраста, али обично као споредна компонента, чинећи мање од 1% свих седиментних стена. Алувијалне лепезе вероватно садрже највеће акумулације шљунка у геолошким записима. Ово укључује конгломерате тријаских басена источне Северне Америке и новог црвеног пешчара јужног Девона.

## Сепарација
Шљунак је најкоришћенији материјал у грађевинарству. У зависности од примене јављају се потребе за употребом шљунка чија зрна припадају одређеном опсегу величина. Такав шљунак се добија просејавањем, односно сепарацијом. 
На тај начин шљунак се процесом сепарирања разврстава у групе које се називају сепарације.
У Србији се шљунак, најчешће, добија ископом материјала из речног корита. Након прања такав шљунак се неформално назива „природни шљунак“, чијом сепарацијом добијамо следеће групе:
- Сепарација 1: (песак) 0 до 4
- Сепарација 2: 4 до 8
- Сепарација 3: 8 до 16
- Сепарација 4: 16 до 32 mm и
- Сепарација 5 (иберлауф): дијаметра преко 32 mm.

Сепарацијом 1 m³ природног шљунка добија се запремина производа која је већа од 1 m³.
Просечна специфична маса природног шљунка је ρ = 1800 kg/m³, док су специфичне масе сепарација следеће:
- Сепарација 1: 1450 kg/m³
- Сепарација 2: 1520 kg/m³
- Сепарација 3: 1550 kg/³
- Сепарација 4: 1550 kg/³
- Сепарација 5: 1500 kg/m³.